# Ел Папајито (Чурумуко)
Ел Папајито (шп. El Papayito) насеље је у Мексику у савезној држави Мичоакан у општини Чурумуко. Насеље се налази на надморској висини од 400 м.

## Становништво
Према подацима из 2010. године у насељу је живело 8 становника.

### Хронологија
| Година       | 2000       | 2005         | 2010 |
| ------------ | ---------- | ------------ | ---- |
| Становништво | 17 (8 / 9) | 91 (47 / 44) | 8    |

### Попис
| # | Индикатор                     | Вредност |
| - | ----------------------------- | -------- |
| 1 | Укупно домаћинстава           | 2        |
| 2 | Укупно насељених домаћинстава | 2        |
| 3 | Величина локације             | 1        |